# Strada Decebal din Bălți
Strada Decebal din Bălți (denumiri vechi: Bucovina) este o arteră importantă care traversează orașul pe direcția sud spre nord-vest. Este o stradă aglomerată, cu trafic intens, deoarece este unica cale care realizează legătura directă între cele mai mari cartiere ale orașului: Centru, Pământeni și Dacia. Strada a apărut în anii 20 sec. XX, odată cu formarea cartierului Pământeni. În perioada interbelică pe stradă era un cimitir românesc și Monumentul eroilor români. După cel de-al doilea război mondial pe strada decebal sa construit uzina Răut, depoul de troleibuze, spitalul municipal și Centrul Medicilor de Familie nr. 1.